# NGC 2458
NGC 2458 je galaksija u zviježđu Risu.

## Vanjske poveznice
- SEDS: NGC 2458